# Asienspiele 2006/Wasserspringen
Bei den Asienspielen 2006 in Doha wurden vom 10. bis 14. Dezember 2006 insgesamt zehn Wettbewerbe im Wasserspringen ausgetragen, jeweils fünf für Frauen und Männer. Es fanden Einzelwettbewerbe vom 1-Meter- und 3-Meter-Brett und vom 10-Meter-Turm statt sowie Synchronwettbewerbe vom 3-Meter-Brett und 10-Meter-Turm.
Die Wettbewerbe wurden erwartungsgemäß von den chinesischen Athleten dominiert, die alle zehn möglichen Titel und die Maximalausbeute von 16 Medaillen gewinnen konnten. Jeweils vier Podestplätze erreichten Athleten aus Japan, Malaysia und Nordkorea, zwei Südkorea.

## Teilnehmer
Es nahmen insgesamt 58 Athleten aus 13 verschiedenen Verbänden an den Wettbewerben im Wasserspringen teil, 23 Frauen und 35 Männer.
| Teilnehmende Nationen mit Anzahl der Athleten (Frauen/Männer)  | Teilnehmende Nationen mit Anzahl der Athleten (Frauen/Männer) | Teilnehmende Nationen mit Anzahl der Athleten (Frauen/Männer) | Teilnehmende Nationen mit Anzahl der Athleten (Frauen/Männer) |
| -------------------------------------------------------------- | ------------------------------------------------------------- | ------------------------------------------------------------- | ------------------------------------------------------------- |
| Volksrepublik China (4/7) Japan (4/4) Katar (0/3) Kuwait (0/2) | Macau (3/0) Malaysia (2/4) Nordkorea (2/2) Philippinen (2/4)  | Taiwan (3/0) Südkorea (0/4) Thailand (1/2) Usbekistan (0/1)   | Vietnam (2/2)                                                 |

## Ergebnisse

### Frauen

#### 1-Meter-Kunstspringen
| Platz | Land                | Athletin        | Punkte |
| ----- | ------------------- | --------------- | ------ |
| 1     | Volksrepublik China | Wu Minxia       | 317,25 |
| 2     | Volksrepublik China | He Zi           | 312,30 |
| 3     | Malaysia            | Elizabeth Jimie | 280,30 |
| 4     | Malaysia            | Mun Yee Leong   | 262,25 |
| 5     | Japan               | Risa Asada      | 256,30 |
| 6     | Japan               | Ryoko Nishii    | 256,10 |
| 7     | Taiwan              | Chen Lu         | 220,90 |
| 8     | Vietnam             | Hoang Thanh Tra | 215,65 |
| 9     | Macau               | Lei Sio I       | 191,30 |
| 10    | Macau               | Cheong Un Teng  | 172,45 |

Finale am 12. Dezember 2006.

#### 3-Meter-Kunstspringen
| Platz | Land                | Athletin           | Punkte |
| ----- | ------------------- | ------------------ | ------ |
| 1     | Volksrepublik China | Wu Minxia          | 371,85 |
| 2     | Volksrepublik China | He Zi              | 366,90 |
| 3     | Malaysia            | Mun Yee Leong      | 307,80 |
| 4     | Japan               | Ryoko Nishii       | 287,10 |
| 5     | Japan               | Misako Yamashita   | 265,50 |
| 6     | Taiwan              | Lu Hsin            | 254,95 |
| 7     | Malaysia            | Elizabeth Jimie    | 253,20 |
| 8     | Taiwan              | Lu En-Tien         | 249,75 |
| 9     | Macau               | Choi Sut Ian       | 244,95 |
| 10    | Philippinen         | Ceseil Domenios    | 233,60 |
| 11    | Vietnam             | Nguyen Hoài Anh    | 208,55 |
| 12    | Thailand            | Sukrutai Tommaoros | 202,55 |

Finale am 13. Dezember 2006.

#### 10-Meter-Turmspringen
| Platz | Land                | Athletin     | Punkte |
| ----- | ------------------- | ------------ | ------ |
| 1     | Volksrepublik China | Wang Xin     | 419,25 |
| 2     | Volksrepublik China | Chen Ruolin  | 418,10 |
| 3     | Nordkorea           | Hong In-sun  | 354,00 |
| 4     | Japan               | Risa Asada   | 353,75 |
| 5     | Japan               | Mai Nakagawa | 325,35 |
| 6     | Nordkorea           | Choe Kum-hui | 301,15 |

Finale am 14. Dezember 2006.

#### 3-Meter-Synchronspringen
| Platz | Land                | Athletin                         | Punkte |
| ----- | ------------------- | -------------------------------- | ------ |
| 1     | Volksrepublik China | Guo Jingjing Li Ting             | 337,80 |
| 2     | Japan               | Ryoko Nishii Misako Yamashita    | 287,40 |
| 3     | Malaysia            | Mun Yee Leong Elizabeth Jimie    | 275,04 |
| 4     | Taiwan              | Lu Hsin Lu En-Tien               | 271,35 |
| 5     | Philippinen         | Sheila Mae Pérez Ceseil Domenios | 251,52 |
| 6     | Macau               | Choi Sut Ian Choi Sut Kuan       | 250,65 |

Finale am 11. Dezember 2006.

#### 10-Meter-Synchronspringen
| Platz | Land                | Athletin                      | Punkte |
| ----- | ------------------- | ----------------------------- | ------ |
| 1     | Volksrepublik China | Chen Ruolin Jia Tong          | 344,52 |
| 2     | Japan               | Mai Nakagawa Misako Yamashita | 317,70 |
| 3     | Nordkorea           | Hong In-sun Choe Kum-hui      | 302,76 |

Finale am 10. Dezember 2006.

### Männer

#### 1-Meter-Kunstspringen
| Platz | Land                | Athletin           | Punkte |
| ----- | ------------------- | ------------------ | ------ |
| 1     | Volksrepublik China | Luo Yutong         | 466,10 |
| 2     | Volksrepublik China | Qin Kai            | 439,90 |
| 3     | Japan               | Ken Terauchi       | 419,75 |
| 4     | Malaysia            | Yeoh Ken Nee       | 400,40 |
| 5     | Japan               | Yu Okamoto         | 352,65 |
| 6     | Malaysia            | Khairul Mansur     | 344,45 |
| 7     | Thailand            | Suchart Pichi      | 331,85 |
| 8     | Kuwait              | Sulaiman Al Sabe   | 329,00 |
| 9     | Südkorea            | Oh Yi-taek         | 325,50 |
| 10    | Philippinen         | Zardo Domenios     | 316,70 |
| 11    | Philippinen         | Nino Carog         | 284,95 |
| 12    | Kuwait              | Hussein Al Quallaf | 270,05 |

Finale am 12. Dezember 2006.

#### 3-Meter-Kunstspringen
| Platz | Land                | Athletin          | Punkte |
| ----- | ------------------- | ----------------- | ------ |
| 1     | Volksrepublik China | He Chong          | 530,40 |
| 2     | Volksrepublik China | Luo Yutong        | 488,95 |
| 3     | Japan               | Ken Terauchi      | 478,95 |
| 4     | Malaysia            | Yeoh Ken Nee      | 431,55 |
| 5     | Thailand            | Suchart Pichi     | 429,25 |
| 6     | Japan               | Yu Okamoto        | 420,55 |
| 7     | Malaysia            | Khairul Mansur    | 411,20 |
| 8     | Südkorea            | Cho Kwan-hoon     | 393,30 |
| 9     | Kuwait              | Sulaiman Al Sabe  | 388,00 |
| 10    | Philippinen         | Zardo Domenios    | 382,60 |
| 11    | Philippinen         | Nino Carog        | 372,30 |
| 12    | Katar               | Mubarak Al-Nuaimi | 329,20 |

Finale am 13. Dezember 2006.

#### 10-Meter-Turmspringen
| Platz | Land                | Athletin             | Punkte |
| ----- | ------------------- | -------------------- | ------ |
| 1     | Volksrepublik China | Lin Yue              | 551,50 |
| 2     | Volksrepublik China | Zhou Lüxin           | 533,90 |
| 3     | Nordkorea           | Kim Chon-man         | 456,35 |
| 4     | Japan               | Kazuki Murakami      | 436,10 |
| 5     | Nordkorea           | Ri Jong-nam          | 420,60 |
| 6     | Philippinen         | Rexel Fabriga        | 419,00 |
| 7     | Japan               | Kōtarō Miyamoto      | 412,35 |
| 8     | Südkorea            | Oh Yi-taek           | 409,10 |
| 9     | Malaysia            | Bryan Lomas          | 394,20 |
| 10    | Philippinen         | Jaime Asok           | 380,80 |
| 11    | Südkorea            | Kim Jin-yong         | 362,75 |
| 12    | Thailand            | Sareerapat Pimsamsee | 312,00 |

Finale am 14. Dezember 2006.

#### 3-Meter-Synchronspringen
| Platz | Land                | Athletin                            | Punkte |
| ----- | ------------------- | ----------------------------------- | ------ |
| 1     | Volksrepublik China | Wang Feng He Chong                  | 448,50 |
| 2     | Malaysia            | Yeoh Ken Nee Roslan Rossharisham    | 393,36 |
| 3     | Südkorea            | Kwon Kyung-min Cho Kwan-hoon        | 391,68 |
| 4     | Japan               | Yu Okamoto Ken Terauchi             | 375,90 |
| 5     | Philippinen         | Nino Carog Zardo Domenios           | 351,78 |
| 6     | Kuwait              | Sulaiman Al Sabe Hussein Al Quallaf | 338,43 |
| 7     | Vietnam             | Nguyen Minh Sang Vu Anh Duy         | 310,95 |
| 8     | Katar               | Mubarak Al-Nuaimi Abdulla Safar     | 261,42 |

Finale am 10. Dezember 2006.

#### 10-Meter-Synchronspringen
| Platz | Land                | Athletin                        | Punkte |
| ----- | ------------------- | ------------------------------- | ------ |
| 1     | Volksrepublik China | Huo Liang Lin Yue               | 473,88 |
| 2     | Nordkorea           | Kim Chon-man Ri Jong-nam        | 432,90 |
| 3     | Südkorea            | Kwon Kyung-min Cho Kwan-hoon    | 430,74 |
| 4     | Philippinen         | Rexel Fabriga Jaime Asok        | 388,08 |
| 5     | Japan               | Kazuki Murakami Kōtarō Miyamoto | 387,00 |

Finale am 11. Dezember 2006.

## Medaillenspiegel
| Platz  | Land                | Gold | Silber | Bronze | Gesamt |
| ------ | ------------------- | ---- | ------ | ------ | ------ |
| 1      | Volksrepublik China | 10   | 6      | –      | 16     |
| 2      | Japan               | –    | 2      | 2      | 4      |
| 3      | Malaysia            | –    | 1      | 3      | 4      |
|        | Nordkorea           | –    | 1      | 3      | 4      |
| 5      | Südkorea            | –    | –      | 2      | 2      |
| Gesamt | Gesamt              | 10   | 10     | 10     | 30     |